# ARFU Asian Rugby Championship 1974
L'Asian Rugby Championship 1974 (in inglese 1974 ARFU Asian Rugby Championship) fu il 4º campionato asiatico di rugby a 15 organizzato dall'ARFU, organismo continentale di governo della disciplina.
Rispetto alle due edizioni precedenti si arricchì di una squadra e si tenne tra otto nazionali; fu ospitato dallo Sri Lanka e tutti gli incontri si svolsero nell'allora capitale Colombo tra il 17 e il 23 novembre 1974.
La formula adottata fu quella, ormai consolidata, dei due gironi: entrambi furono composti da quattro squadre che si affrontarono all'italiana; alla fine della fase a gironi la prima classificata di un girone avrebbe affrontato la vincitrice dell'altro per la finale per il titolo, mentre le seconde si sarebbero disputate il terzo posto.
I due gruppi furono dominati rispettivamente dai campioni uscenti del Giappone e dalla squadra di casa dello Sri Lanka, che così si incontrarono nella gara per il titolo; seconde furono Corea del Sud e Malaysia, alla finale di consolazione.
Nell'ultimo atto i giapponesi vinsero 44-6 confermandosi campioni per la quarta volta consecutiva.
La Corea del Sud batté 43-0 il Malaysia e giunse terza.

## Squadre partecipanti
| Girone A      | Girone B  |
| ------------- | --------- |
| Corea del Sud | Laos      |
| Giappone      | Malaysia  |
| Hong Kong     | Singapore |
| Thailandia    | Sri Lanka |

## Fase a gironi

### Girone A
| Data             | Incontro                    | Risultato | Sede    |
| ---------------- | --------------------------- | --------- | ------- |
| 17 novembre 1974 | Giappone XV — Hong Kong     | 30-18     | Colombo |
| 17 novembre 1974 | Corea del Sud — Thailandia  | 43-9      | Colombo |
| 19 novembre 1974 | Giappone XV — Corea del Sud | 20-7      | Colombo |
| 19 novembre 1974 | Thailandia — Hong Kong      | 22-6      | Colombo |
| 21 novembre 1974 | Giappone XV — Thailandia    | 46-6      | Colombo |
| 21 novembre 1974 | Hong Kong — Corea del Sud   | 19-9      | Colombo |

#### Classifica
|    | Squadra       | G | V | N | P | P+ | P- | P±  | PT |
| -- | ------------- | - | - | - | - | -- | -- | --- | -- |
| A1 | Giappone      | 3 | 3 | 0 | 0 | 96 | 31 | +65 | 6  |
| A2 | Corea del Sud | 3 | 1 | 0 | 2 | 59 | 48 | +11 | 2  |
|    | Hong Kong     | 3 | 1 | 0 | 2 | 43 | 61 | -18 | 2  |
|    | Thailandia    | 3 | 1 | 0 | 2 | 37 | 95 | -58 | 2  |

### Girone B
| Data             | Incontro              | Risultato | Sede    |
| ---------------- | --------------------- | --------- | ------- |
| 17 novembre 1974 | Malaysia — Laos       | 31-10     | Colombo |
| 17 novembre 1974 | Sri Lanka — Singapore | 10-4      | Colombo |
| 19 novembre 1974 | Malaysia — Singapore  | 9-7       | Colombo |
| 19 novembre 1974 | Sri Lanka — Laos      | 39-3      | Colombo |
| 21 novembre 1974 | Singapore — Laos      | 27-7      | Colombo |
| 21 novembre 1974 | Sri Lanka — Malaysia  | 12-6      | Colombo |

#### Classifica
|    | Squadra   | G | V | N | P | P+ | P- | P±  | PT |
| -- | --------- | - | - | - | - | -- | -- | --- | -- |
| B1 | Sri Lanka | 3 | 3 | 0 | 0 | 61 | 13 | +48 | 6  |
| B2 | Singapore | 3 | 2 | 0 | 1 | 46 | 29 | +17 | 4  |
|    | Malaysia  | 3 | 1 | 0 | 2 | 38 | 26 | +12 | 2  |
|    | Laos      | 3 | 0 | 0 | 3 | 20 | 97 | -77 | 0  |

## Finali

### Finale per il terzo posto
| Colombo 23 novembre 1974 | Malaysia | 0 – 43 referto | Corea del Sud |  |

### Finale
| Arbitro: | Won Ho yoon |

|                |      |                                                             |
|                | mt   | Murata (2) Hara Koyabu Kurihara Yamashita Kano Mori tecnica |
|                | tr   | Ueyama (4)                                                  |
| Sabaratnan (2) | c.p. |                                                             |